# 水郷駅
水郷駅（すいごうえき）は、千葉県香取市一ノ分目（いちのわけめ）にある、東日本旅客鉄道（JR東日本）成田線の駅である。

## 歴史
駅の位置が当時の旧豊浦村・旧大倉村との境界に位置していたため、両地区の協議により利根川下流域を表す水郷を取り「水郷駅」と名付けられた。観光地としての「水郷」は十二橋駅や佐原駅、茨城県の潮来駅付近を指す。

### 年表
- 1931年（昭和6年）11月10日：鉄道省の駅として開設[1]。旅客・貨物取扱[2]。
- 1962年（昭和37年）10月1日：貨物取扱廃止[2]。
- 1970年（昭和45年）9月26日：荷物扱い廃止[2]。
- 1974年（昭和49年）3月15日：跨線橋設置。無人駅化[3][4]。
- 1987年（昭和62年）4月1日：国鉄分割民営化に伴い、東日本旅客鉄道（JR東日本）の駅となる[1]。
- 1993年（平成5年）6月11日：現在の駅舎に改築[5][6]。
- 2009年（平成21年）3月14日：ICカード「Suica」の利用が可能となる[7]。東京近郊区間に組み込まれる[7]。

## 駅構造
島式ホーム1面2線を有する地上駅。駅舎とホームは跨線橋で連絡している。
成田統括センター（佐原駅）管理の無人駅で、乗車駅証明書発行機・簡易Suica改札機が設置されている。1993年（平成5年）6月に改築された駅舎は、中世ヨーロッパ風で地域のコミュニティプラザ・談話室との合築であり、延床面積153m2のうち駅・待合所部分が20m2となっている。
トイレは駅舎の待合室内に設置されており、男女共用の水洗式である。

### のりば

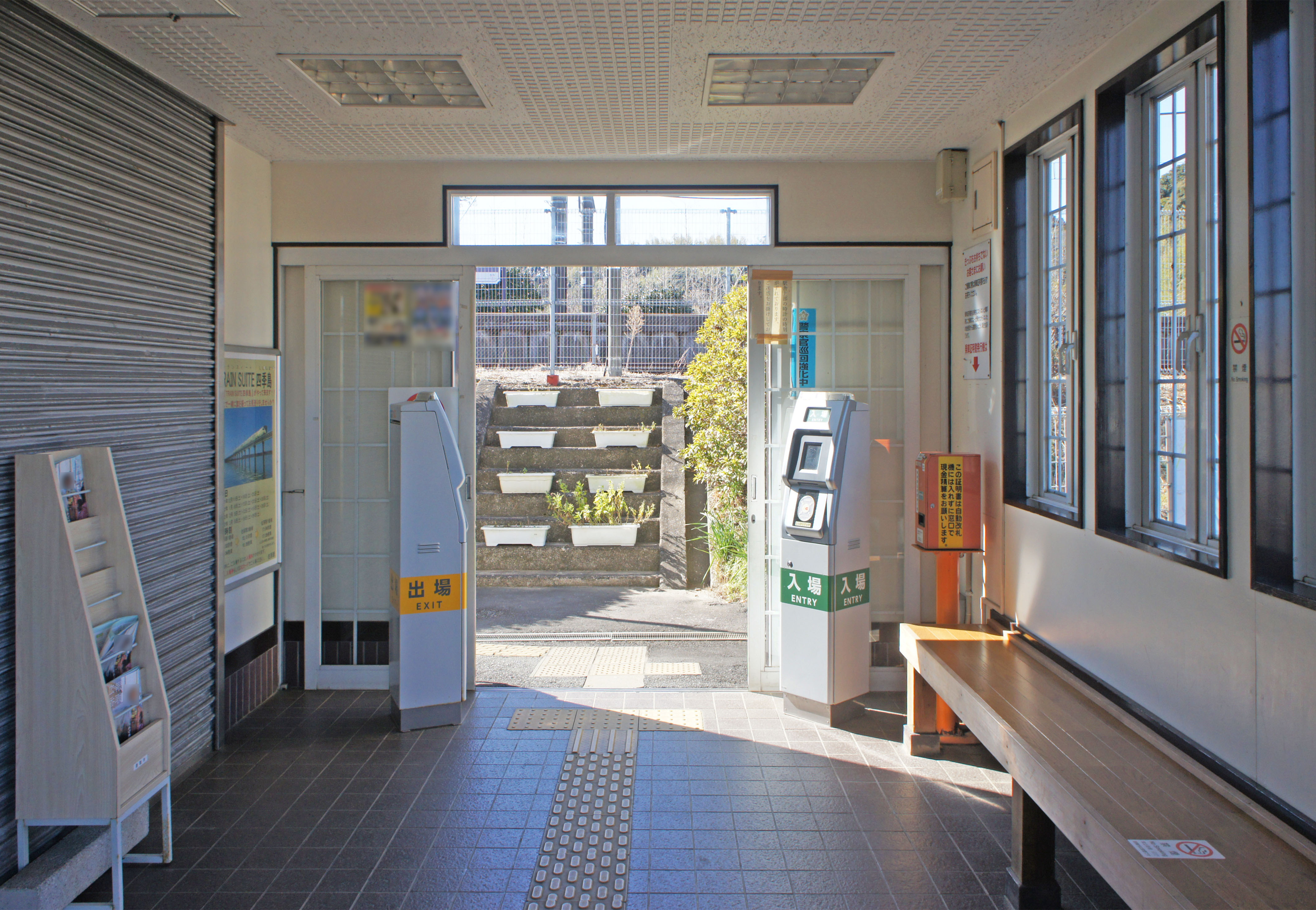
改札口（2022年2月）
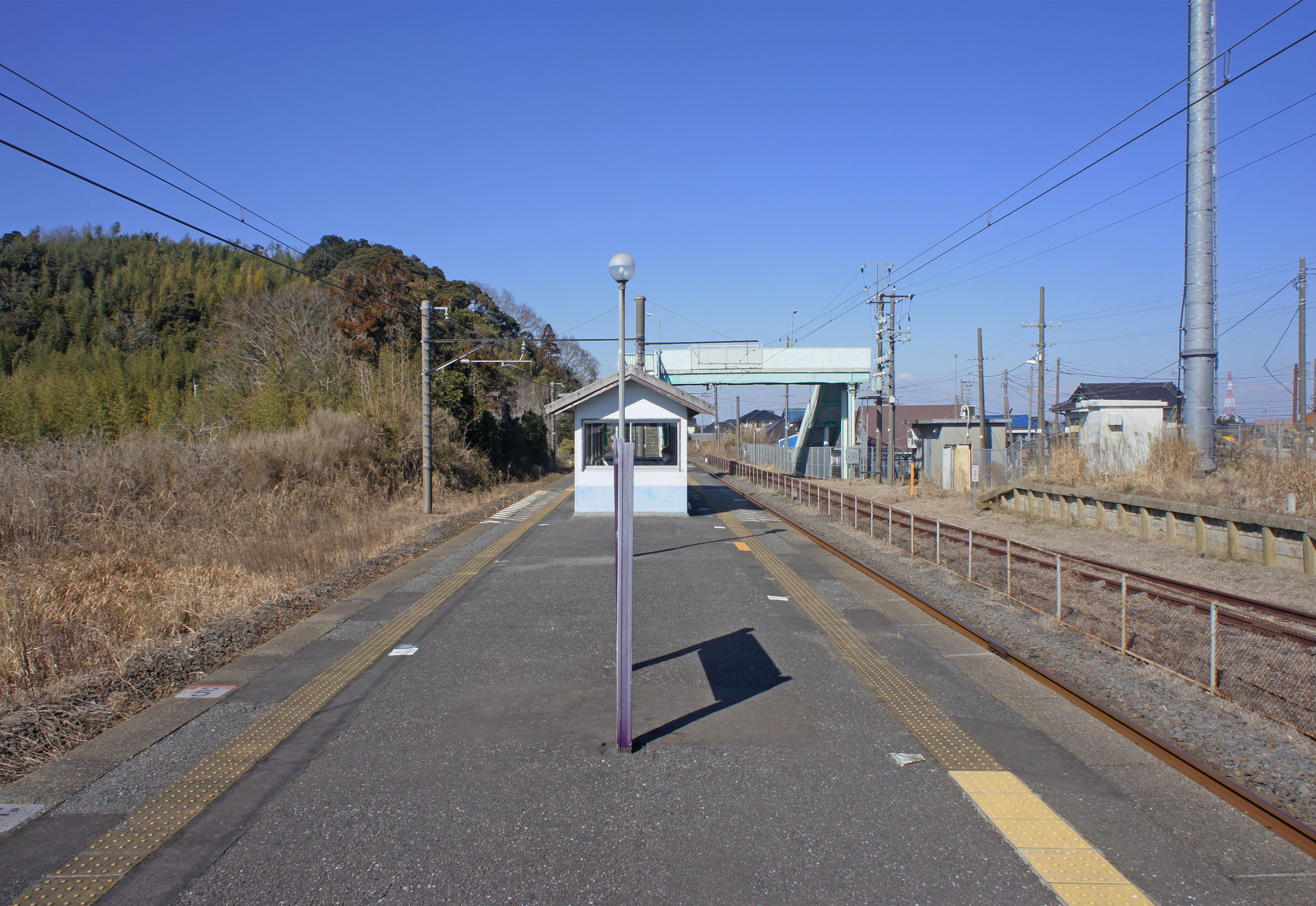
ホーム（2022年2月）

| 番線 | 路線    | 方向 | 行先                 |
| ---- | ------- | ---- | -------------------- |
| 1    | ■成田線 | 下り | 笹川・椎柴・銚子方面 |
| 2    | ■成田線 | 上り | 佐原・成田・千葉方面 |

（出典：JR東日本:駅構内図）
- ホームは8両編成までに対応する。

- 改札口（2022年2月）
- ホーム（2022年2月）

## 利用状況
2006年（平成18年）度の1日平均乗車人員は185人である。
千葉県統計年鑑によると、近年の1日平均乗車人員の推移は以下の通り。
| 年度               | 1日平均 乗車人員 | 出典     |
| ------------------ | ---------------- | -------- |
| 1990年（平成02年） | 313              | [ * 1 ]  |
| 1991年（平成03年） | 293              | [ * 2 ]  |
| 1992年（平成04年） | 303              | [ * 3 ]  |
| 1993年（平成05年） | 285              | [ * 4 ]  |
| 1994年（平成06年） | 277              | [ * 5 ]  |
| 1995年（平成07年） | 269              | [ * 6 ]  |
| 1996年（平成08年） | 261              | [ * 7 ]  |
| 1997年（平成09年） | 251              | [ * 8 ]  |
| 1998年（平成10年） | 226              | [ * 9 ]  |
| 1999年（平成11年） | 228              | [ * 10 ] |
| 2000年（平成12年） | 216              | [ * 11 ] |
| 2001年（平成13年） | 219              | [ * 12 ] |
| 2002年（平成14年） | 225              | [ * 13 ] |
| 2003年（平成15年） | 211              | [ * 14 ] |
| 2004年（平成16年） | 201              | [ * 15 ] |
| 2005年（平成17年） | 183              | [ * 16 ] |
| 2006年（平成18年） | 185              | [ * 17 ] |

## 駅周辺

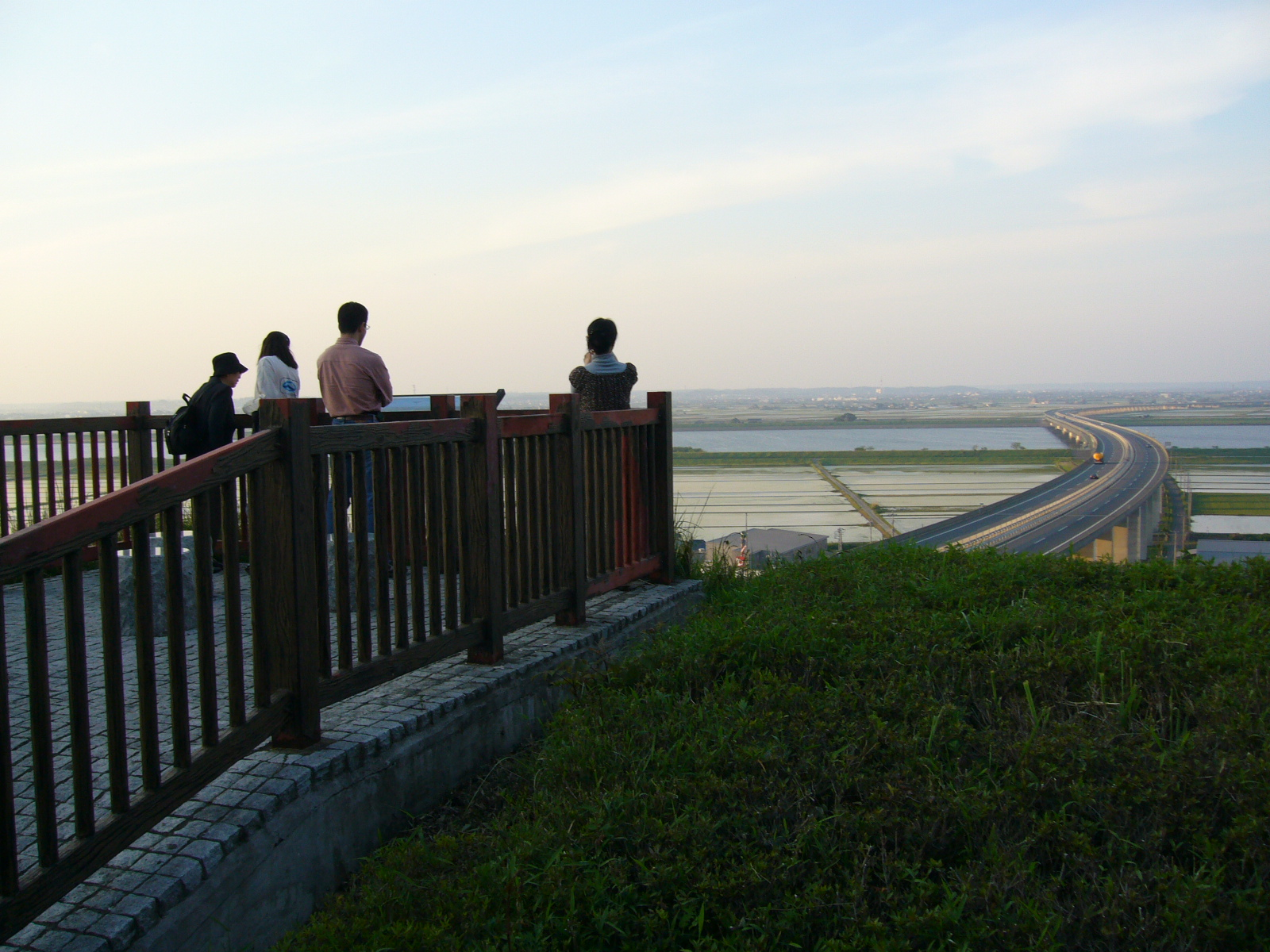
佐原パーキングエリア展望台

駅舎（駅出入口）は北側に位置し、利根川（右岸）とは約1キロメートル離れている。
水郷梨の名産地やヘラブナ釣りの名所として知られており、周辺道路が整備される前の乗降者数はかなり多かったとされる。駅南側には水郷団地が整備されている。
- 東関東自動車道
  - 佐原パーキングエリア
  - 利根川橋
- 国道356号（利根水郷ライン）
- 香取警察署大倉駐在所
- 香取市立小見川北小学校（徒歩約25分）
- 香取市立大倉小学校
- 豊浦郵便局
- 小見川東急ゴルフクラブ
- 三ノ分目大塚山古墳（徒歩約18分）
- 千葉交通「水郷駅」停留所

## 隣の駅
東日本旅客鉄道（JR東日本）
■成田線
香取駅 - 水郷駅 - 小見川駅

### 記事本文

### 利用状況
1. ↑  千葉県統計年鑑 - 千葉県
2. ↑  香取市統計書 - 香取市

千葉県統計年鑑
1. ↑  千葉県統計年鑑（平成3年）
2. ↑  千葉県統計年鑑（平成4年）
3. ↑  千葉県統計年鑑（平成5年）
4. ↑  千葉県統計年鑑（平成6年）
5. ↑  千葉県統計年鑑（平成7年）
6. ↑  千葉県統計年鑑（平成8年）
7. ↑  千葉県統計年鑑（平成9年）
8. ↑  千葉県統計年鑑（平成10年）
9. ↑  千葉県統計年鑑（平成11年）
10. ↑  千葉県統計年鑑（平成12年）
11. ↑  千葉県統計年鑑（平成13年）
12. ↑  千葉県統計年鑑（平成14年）
13. ↑  千葉県統計年鑑（平成15年）
14. ↑  千葉県統計年鑑（平成16年）
15. ↑  千葉県統計年鑑（平成17年）
16. ↑  千葉県統計年鑑（平成18年）
17. ↑  千葉県統計年鑑（平成19年）